# Tuomas Rannankari
Tuomas Rannankari (* 21. Mai 1991 in Kuopio) ist ein finnischer ehemaliger Fußballspieler. Er spielte in der Abwehr vorrangig als Außenverteidiger.

## Karriere

### Verein
Rannankari begann in der Jugend des finnischen Erstligisten Kuopion PS mit dem Fußballspielen. Zu Beginn der Saison 2008 schaffte er als Siebzehnjähriger den Sprung in den Profikader. Am 16. September 2008, dem 28. Spieltag der Saison 2008, kam er zu seinem ersten Profispiel, als er im Heimspiel gegen Rovaniemen Palloseura (0:1) in der Startelf stand. Während er in der Saison 2008 als Ergänzungsspieler nur zu einem Einsatz kam, wurde er in der Saison 2009 zum Stammspieler.
Aufgrund dieser starken Entwicklung wurde der niederländische Erstligist FC Twente Enschede auf ihn aufmerksam und verpflichtete ihn Anfang Juli 2009. Er unterschrieb einen Dreijahresvertrag bis Ende Juni 2012, wo er jedoch nur in der zweiten Mannschaft des Erstligisten zum Einsatz kam. Im Mai 2012 gab der Verein bekannt, dass der Vertrag nicht verlängert werden würde.
Im Juli 2012 wurde Rannankari vom deutschen Erstligisten SpVgg Greuther Fürth verpflichtet, nachdem er sich im Probetraining empfohlen hatte. Jedoch wurde er abermals nur für die zweite Mannschaft in der Regionalliga Bayern verpflichtet, wo er sich für die erste Mannschaft empfehlen soll. Er unterschrieb einen Einjahresvertrag bis Ende Juni 2013.
Der Vertrag mit SpVgg Greuther Fürth wurde nicht verlängert. Im Sommer 2013 kehrte er zu seinen Stammverein Kuopion PS zurück. Bis 2017 bestritt er dort insgesamt 164 Pflichtspiele, bei denen ihm 4 Tore gelangen. Nach einer Saison für Ilves Tampere beendete er seine Karriere.

### Nationalmannschaft
Rannankari durchlief ab der U-15 alle Jugendauswahlmannschaften des finnischen Fußballverbandes. Nachdem er in der U-21 gute Leistungen gezeigt hatte, wurde er im Mai 2012 vom Nationaltrainer Mixu Paatelainen für die finnische Fußballnationalmannschaft nominiert. Am 26. Mai 2012 kam er dann im Spiel gegen die Türkei (3:2) in Salzburg zu seinem Debüt in der Nationalmannschaft, als er in der 90. Minute für Timo Furuholm eingewechselt wurde.